# Soul on Soul
Soul on Soul ist ein Jazz-Album von Dave Douglas, aufgenommen 1999 in den Avatar Studios, New York City und veröffentlicht 2000 auf RCA.

## Das Album
Soul on Soul ist das vierzehnte Album des Trompeters und Bandleaders Dave Douglas und das erste für ein größeres Label. Soul on Soul hat Douglas mit einem Sextett aufgenommen, mit dem er bereits seit 1994 arbeitete. Damals nahm er das Album In Our Lifetime als Hommage an den
Hardbop-Trompeter Booker Little auf. Alle weiteren Projekte mit dem Sextett waren jeweils einem Jazzmusiker gewidmet, so auch Soul on Soul. Dieses Album war der Musik der Jazzpianistin Mary Lou Williams gewidmet.

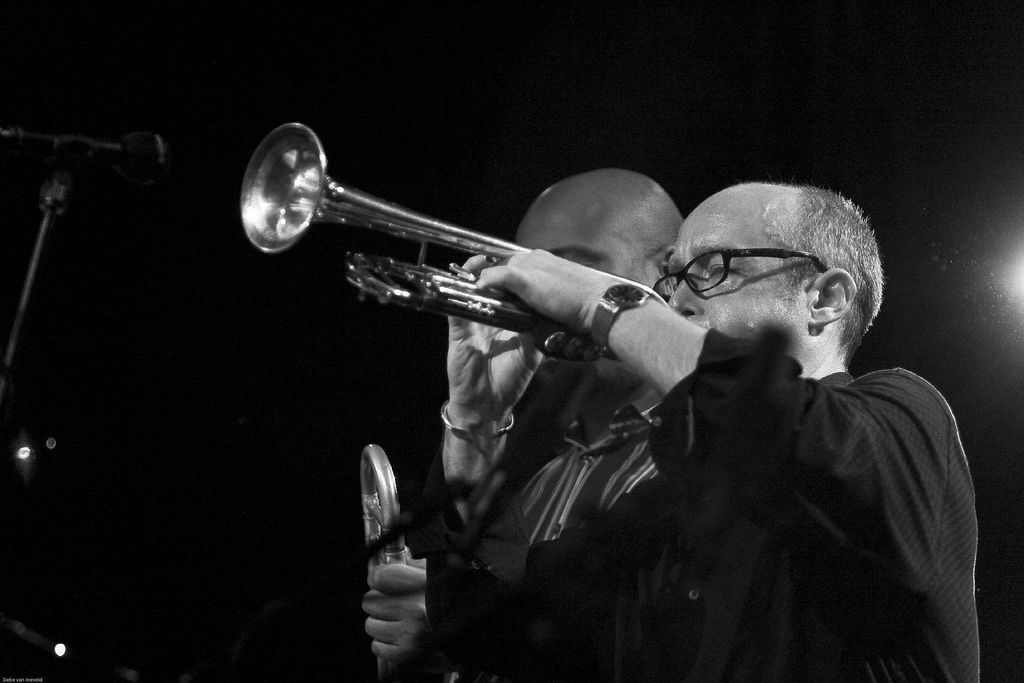
Dave Douglas

Von den dreizehn Songs auf Soul on Soul stammen allerdings lediglich vier Titel von Mary Lou Williams: „Aries“, „Mary’s Idea“ aus der Zodiac Suite sowie „Waltz Boogie“ und „Play It Momma“. Die restlichen Kompositionen stammen aus der Feder von Dave Douglas, der die musikalischen Ideen der Pianistin in der Weise umschrieb, „indem er die Elemente herausfilterte, die seinen Sensibilitäten entsprechen. So entdeckt er ihr Werk neu, gibt ihm Frische und Originalität und kreiert Kompositionen für die Musiker von heute“.
Douglas’ Sextett bestand bei diesen Aufnahmen außer dem Bandleader aus Chris Speed (Klarinette und Tenorsaxophon), Greg Tardy (Klarinette, Bassklarinette, Tenorsaxophon), Joshua Roseman (Posaune), Uri Caine (Piano), James Genus (Bass) und Joey Baron (Schlagzeug).
Beim 1999 in New York aufgenommenen Album spielt allerdings das Klavierspiel von Mary Lou Williams nur eine untergeordnete Rolle, abgesehen von „Canticle“. Es handelt sich also um eine Hommage in weitem Sinne. An die Messen und Kantaten der gläubigen Katholikin hat sich das Sextett nicht gewagt – auch wenn „Canticle“ und „Kyrie“, von Douglas komponiert, eine Annäherung an Mary Lou Williams’ Spiritualität sind.

## Die Titel

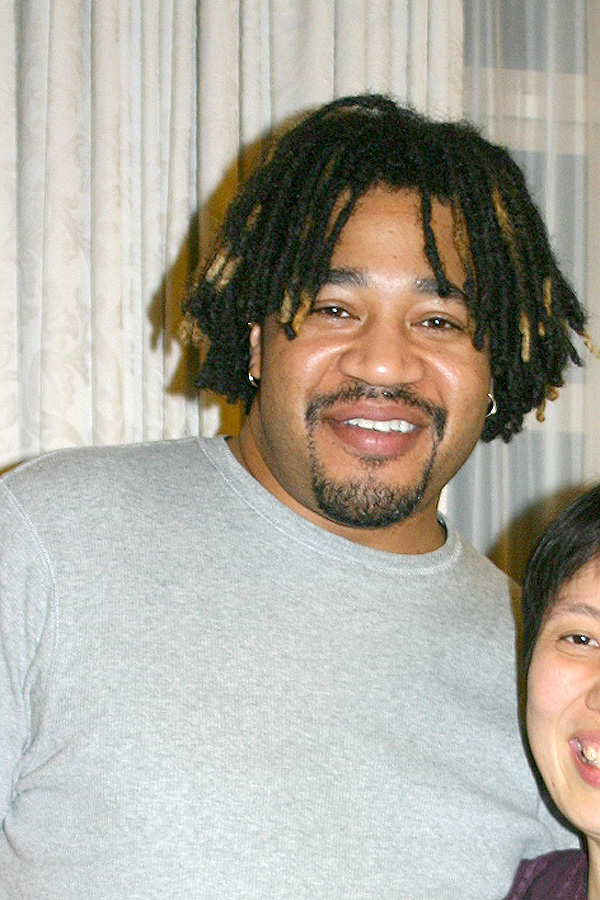
James Genus in Singapore, 2004

- Dave Douglas: Soul in Soul (RCA 63603)

1. „Blue Heaven“ – 6:23
2. „Ageless“ – 7:11
3. „Soul on Soul“ – 6:15
4. „Moon of the West“ – 7:22
5. „Canticle“ – 6:08
6. „Aries“ (Williams) – 2:31
7. „Mary’s Idea“ (Williams) – 2:47
8. „Waltz Boogie“ (Williams) – 5:05
9. „Multiples“ – 9:51
10. „Kyrie“ – 4:12
11. „Zonish“ – 6:29
12. „Eleven Years Old“ – 1:37
13. „Play It Momma“ (Williams) – 3:39

Alle anderen Kompositionen stammen von Dave Douglas.

## Rezeption des Albums
Der All Music Guide bewertete Soul on Soul mit der Höchstnote; die Kritiker Richard Cook und Brian Morton in ihrem Penguin Guide to Jazz mit der zweithöchsten Note; der Faktor, der die Platte zusammenhalte, sei das intelligente, gefühlvolle Spiel Douglas und seine Fähigkeit, Bands zu bilden, welche den Eindruck einer größeren Idee vermitteln könnten, ohne dabei prätentiös oder erzwungen zu klingen.
Der Kritiker Marcus A. Woelfle schrieb im Musikmagazin Rondo, das Album sei ein „prächtiges Denkmal“ für „die wohl bedeutendste und dennoch fast vergessene Jazzinstrumentalistin und -Komponistin ihrer Generation“. Es sei ein „Segen, dass der abwechslungsreiche Tribut des Trompeters Dave Douglas so erfrischend unmuseal und persönlich geraten ist.“ Mit den „in einer Art Seelenbruderschaft“ komponierten Stücken habe sich Dave Douglas als „gescheiter Postmodernist in allen Stil-Ecken zugleich niedergelassen.“ Woefle hebt auch das Klangspektrum von Douglas’ Trompetenspiel hervor, dessen „Soundpalette vom dunklen Grummeln zum swingenden Leuchtfeuer, vom trüb Verwaschenen zum Konturscharfen“ reiche.
Zu dem kurz nach Erscheinen des Albums stattfindenden Konzerts der Formation in Winterthur schrieb Woefle ergänzend, „die sechs wandelten mühelos zwischen Vorgabe und Improvisation, technischer Brillanz und Einfühlungsvermögen – und blieben dabei immer im Dienste des Gesamtausdrucks.“